# Paradrymonia fuquaiana
Paradrymonia fuquaiana är en tvåhjärtbladig växtart som beskrevs av Wiehler. Paradrymonia fuquaiana ingår i släktet Paradrymonia och familjen Gesneriaceae. Inga underarter finns listade i Catalogue of Life.